# ダラーラ・SF19
ダラーラ・SF19 (Dallara SF19) は、ダラーラが開発したフォーミュラカー。スーパーフォーミュラで2019年から2022年まで4年間使用された。2023年からは、同社が設計する「SF23」に引き継がれている。

## 概要
スーパーフォーミュラの2018年シーズンまで使用されてきたダラーラ・SF14の後継車両である。イタリアのダラーラ社では、1994年の全日本F3000選手権王者のマルコ・アピチェラが開発に関わっている。2018年7月4日に富士スピードウェイにてシェイクダウンが行われた。
開発コンセプトは、SF14の「クイック&ライト」を継承した上で、空力特性を見直し、オーバーテイクし易くなることを掲げている。これは、レース中にドライバー同士のバトルを際立たせ、エンターテイメントと競技の両立を目指すためである。前を走る車に接近した時、空力バランスが変化しないよう、車体の下（アンダーフロア）でダウンフォースを獲得することが重要視されている。更に国際自動車連盟が制定した2016年F1安全基準にも対応し、現在のフォーミュラカーに求められる性能を満たしている。また、車体にはSF14の部品の多くが流用されており、運用コストの低減にも考慮されている。
SF14からホイールベースが50mm短くなり、タイヤサプライヤーである横浜ゴムからの要望でフロントタイヤの幅が合計20mm拡大された影響もあり、開発テストを担当したドライバーからは「曲がりすぎるぐらいよく曲がる」という意見が多く聞かれる。
安全基準に沿ってノーズ先端は低くなり、フロントウィングとリアウィング翼端板には後退角が付けられ、ポッドウィングなどF1の空力トレンドが取り入れられている。左右のリアウィング翼端板上部には悪天候時の追突防止のため、LEDライトを装備している。
2018年よりフォーミュラ1（F1）やフォーミュラE（FE）で順次導入が進められているコックピット保護デバイス「Halo」について、ダラーラ側では搭載・非搭載どちらにも対応可能としていた。当初 主催者の日本レースプロモーション（JRP）は非搭載の方向と説明していたが、テストの結果ドライバーの視認性や乗降性に問題がなかったことから、2019年より正式に搭載した。
ちなみに、下級カテゴリーである全日本スーパーフォーミュラ・ライツ選手権で使われるダラーラ・320とは、同じダラーラ社製シャシーということもありシートポジションなどがよく似ており、両方をドライブした複数のドライバーが「（SF19と320では）同じドライバーズシートが使える」と語っている。

## スペック

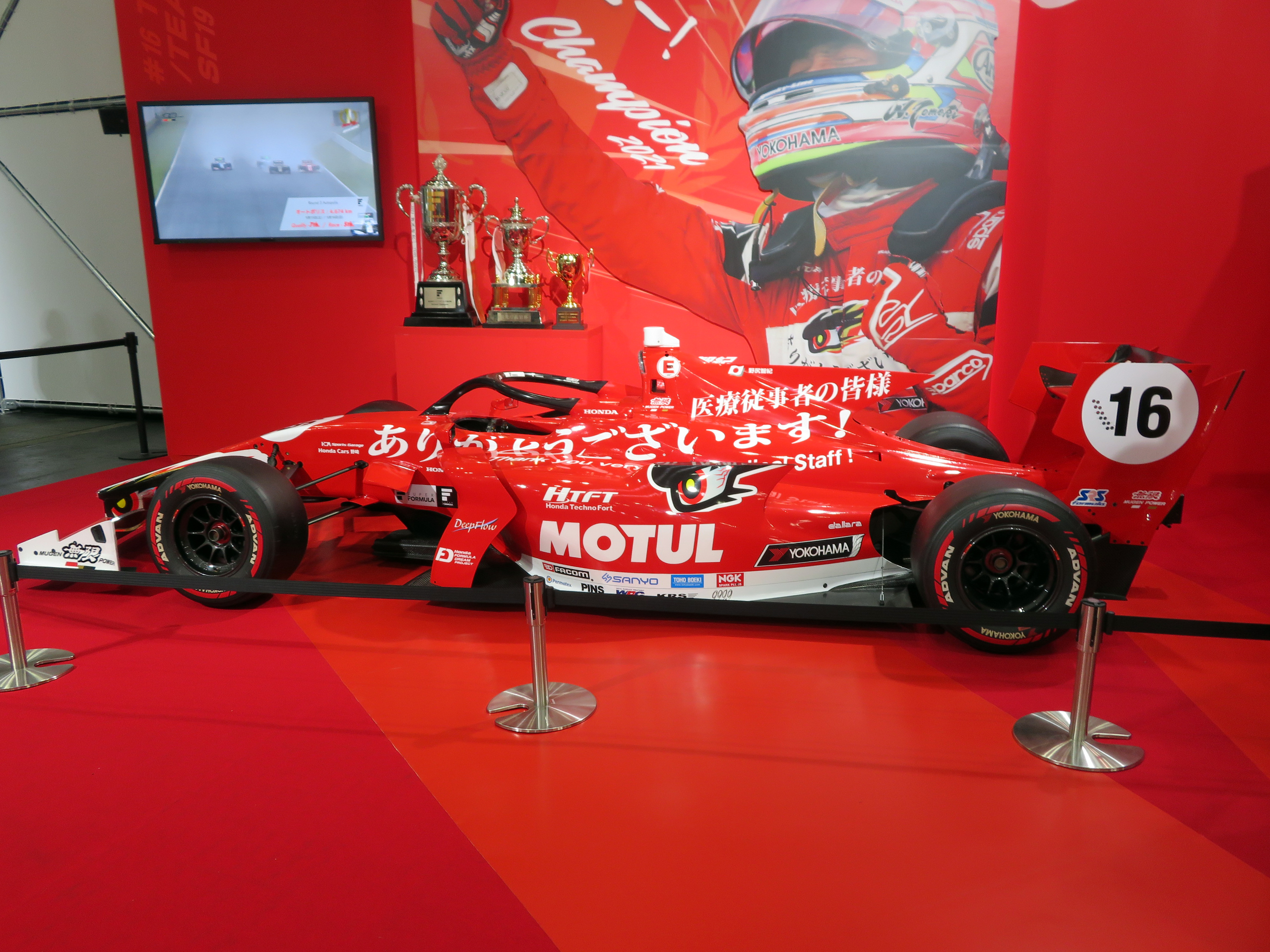
大阪オートメッセ2022公開時

（2019年3月2日時点）

### シャーシ
- 全長：5,233mm
- 全幅：1,910mm
- 全高：960mm
- ホイルベース：3,115mm
- ブレーキキャリパー：ブレンボ製 6ポット、ブレンボ製 カーボンディスク
- ホイール：チームで異なる
- タイヤ：横浜ゴム製 Fr 270/620R13 Rr 360/620R13
- ギヤボックス：リカルド製6速シーケンシャル、パドルシフト
- 車両重量：670kg以上（ドライバー込み）
- 安全基準：2016/17 FIA F1 安全基準に準拠

### エンジン
- 供給メーカー：ホンダ/M-TEC(HR-417E)、トヨタ/TRD(Biz-01F)
- 気筒数：直列4気筒
- 排気量：2,000cc
- 弁機構：DOHC ギア駆動 吸気2 排気2
- 最高回転数：
- 最大馬力：550馬力以上
- 重量：85kg
- スパークプラグ：チームで異なる
- 燃料：無鉛ハイオクガソリン（サーキットで異なる）
- 潤滑油：チームで異なる

## 各サーキットでのベストラップ
| サーキット               | ラップタイム（ドライバー）        | ラップタイム（ドライバー）                  |
| サーキット               | ホンダエンジン                    | トヨタエンジン                              |
| ------------------------ | --------------------------------- | ------------------------------------------- |
| 鈴鹿サーキット           | 1'34.533 （山本尚貴/2020年第5戦） | 1'34.442 （ニック・キャシディ/2020年第6戦） |
| オートポリス             | 1'24.140 （野尻智紀/2020年第4戦） | 1'24.544 （宮田莉朋/2020年第4戦）           |
| スポーツランドSUGO       | 1'03.953 （山本尚貴/2019年第3戦） | 1'04.288 （平川亮/2020年第3戦）             |
| 富士スピードウェイ       | 1’19.972 （野尻智紀/2020年第7戦） | 1’19.989 （坪井翔/2020年第7戦）             |
| モビリティリゾートもてぎ | 1’29.757 （野尻智紀/2021年第6戦） | 1'30.536 （坪井翔/2021年第6戦）             |
| 岡山国際サーキット       | 1'12.890 （福住仁嶺/2019年第6戦） | 1'12.700 （平川亮/2019年第6戦）             |